# 雷克瑟姆中央车站
雷克瑟姆中央车站（英語：Wrexham Central railway station，简称Wrexham Central）是英国威尔士雷克瑟姆两座主要火车站中较小的一座，另一座是雷克瑟姆火车总站。站台能容纳3节编组的柴油动车组。
该站第一代车站于1887年11月1日启用。现车站建于1998年，取代了规模较大的老车站，新车站位于老车站以西约250米处。老车站于1998年11月23日关闭，老车站用地被用于建造大型购物中心。现在的雷克瑟姆中央车站与一座购物中心共构。

## 历史

### 第一代车站
1866年5月1日，雷克瑟姆、莫尔德和康纳码头铁路建设的雷克瑟姆站至布克雷（Buckley）老火车站的铁路开通。 通往雷克瑟姆市中心的铁路南延线（包括雷克瑟姆中央车站）于1882年8月18日获批；但直至1887年1月才开工；1887年11月1日项目竣工，雷克瑟姆中央车站启用。 当时的雷克瑟姆中央车站是一座大型火车站，拥有编组场和货场。车站大钟是由当地一个名叫皮尔斯（Pierce）的钟表匠免费提供和维护。 雷克瑟姆中央车站建成之初的几年是尽头式车站，直至1895年11月2日雷克瑟姆—埃尔斯米尔铁路开通。 雷克瑟姆—埃尔斯米尔铁路由雷克瑟姆、莫尔德和康纳码头铁路与威尔士铁路公司两间铁路公司合资建造，连通埃爾斯米爾站由威尔士铁路公司负责运营。

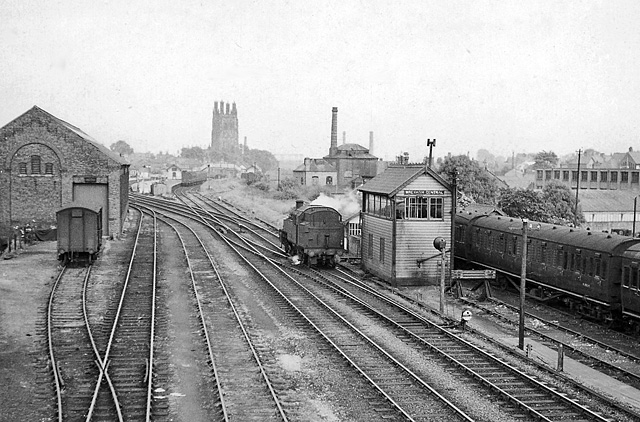
1959年时的雷克瑟姆中央车站

雷克瑟姆—埃尔斯米尔铁路1962年9月10日停止客运业务，雷克瑟姆中央车站也变得比以前萧条，此时已接近1963年比欽鐵路停運潮，雷克瑟姆中央车站因而差点关站。  由于当时雷克瑟姆的人口仍在增长，反对关站的人也不少，由于位于市中心，政府决定保留该站。1972年2月7日，雷克瑟姆中央车站改为无人值守车站。 1973年8月，车站股道减为1条，站房缩水为股道旁的一座小水泥房子。 雷克瑟姆—埃尔斯米尔铁路货运业务直到1981年5月才完全停止。

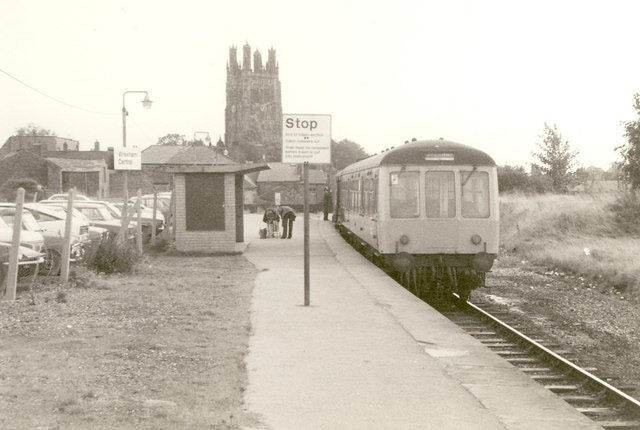
1977年时的雷克瑟姆中央车站

### 货运
车站货场及编组场使用至1964年12月7日，之后被改成了大型停车场和铁路俱乐部。供包括铁路货场在内的车站使用的一处56杆信号箱则一直使用到了1973年8月19日。

### 现车站

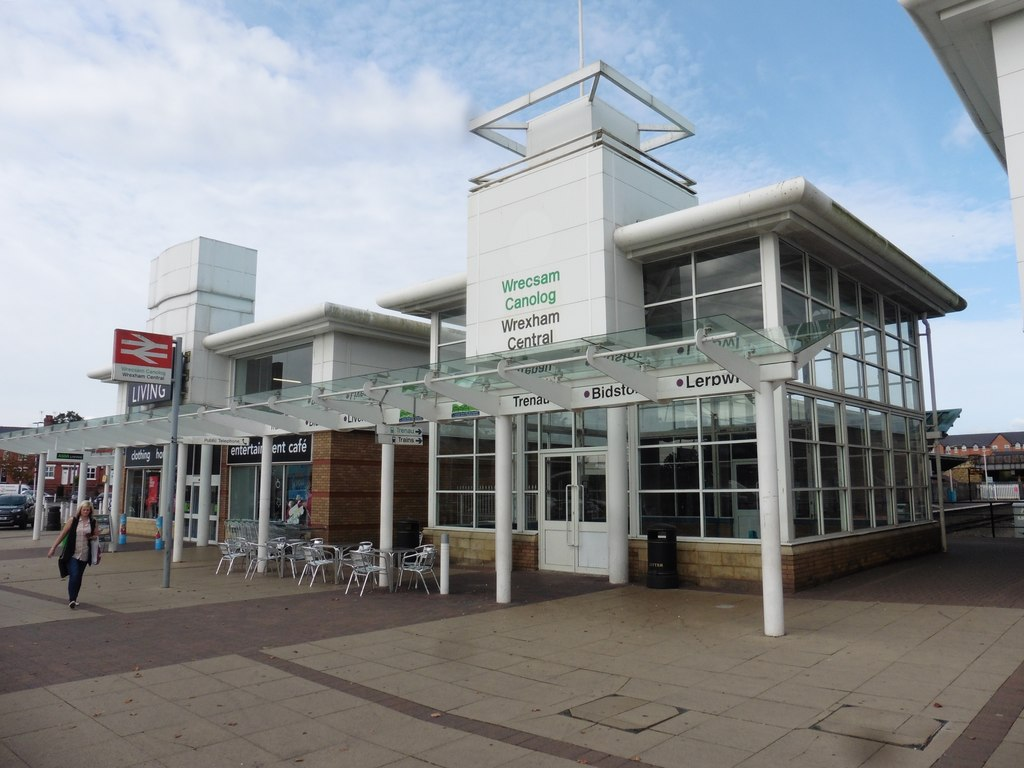
2017年时的站前广场

1998年，雷克瑟姆中央车站用地被用于建造大型购物中心，雷克瑟姆中央车站老车站被拆毁，雷克瑟姆中央车站新车站西移370米。 当地铁路团体当时曾极力反对，但没有成功。新车站于1998年11月23日启用。 一个铁路用户组织在搬迁曾请求预留第二条股道和第二座站台的空间，这点得以实现。
雷克瑟姆中央车站预留了升级为电气化铁路的空间。英国铁路网公司曾研究过雷克瑟姆中央车站所在的铁路线路电气化的可能性。英国铁路网公司曾于2007年提到电气化改造取决于所在区域的经济发展，以保证充足的项目资金和经济效益。
雷克瑟姆中央车站现为无人值守车站，使用自动售票机售票，候车厅内还设有付费公用电话和自助服务设备。车站还安装有公共广播系统，不过当下并未启用。
在20世纪90年代英国铁路分拆私有化后，车站管理单位先是改为西北列车（North Western Trains），之后又为第一西北。2003年时，管理单位先是短暂的变为威尔士和边境列车，2003末又变为阿瑞瓦威爾斯鐵路。管理单位自2018年至今为威尔士铁路公司。 

### Sources
- Dow, George. . Shepperton: Ian Allan. 1965. ISBN 0 7110 0263 0.
- Kidner, R.W. . The Oakwood Library of Railway History 2nd. Headington: Oakwood Press. 1992 [1954]. ISBN 0 85361 439 3. OL55.

## 扩展阅读
- Mitchell, Vic; Smith, Keith. . Middleton Press. 2010. figs. 107-120. ISBN 9781906008819. OCLC 751631667.

## 外部連結
- the original Wrexham Central at Subterranea Britannica